# メトロシデロス・エクスケルサ
Metrosideros excelsa（カナ転写例: メトロシデロス・エクスケルサ、メテロシデーロス・エクセルサ）とはフトモモ科オガサワラフトモモ属（ムニンフトモモ属、オオフトモモ属）の常緑高木である。赤い花をつけ（参照: #特徴）、ニュージーランドにおいては庭木や街路樹などとして植栽されているものがよく見られる（参照: #利用）が、自生地はニュージーランドの北島のみで海岸や湖岸に見られる傾向があり（参照: #分布）、持ち込まれた外来生物により絶滅の危機に晒されている（参照: #保全状況）。ニュージーランド先住民であるマオリの間でも pōhutukawa として知られており（参照: #呼称）、特に神聖視されてきた個体も存在する（参照: #民俗）。

## 呼称
英語では「ニュージーランドのクリスマスの木」（英: New Zealand Christmas tree、Christmas tree of New Zealand）あるいは単に「クリスマスツリー」（Christmas tree）というが、これは本種の花期がニュージーランドでは夏となるクリスマスの頃（厳密には11月から1月で、12月中旬が最盛期）にあたるためである。また pohutukawa（ポフツカワ、ポフトゥカワ、ポウフータカーワ、英語として発音する場合は [pouˌhuːtəˈkɑːwə]）とも呼ばれるが、これはマオリ語名 pōhutukawa（カナ転写: ポーフトゥカワ）によるものである。ただしこのマオリ語は本種のほかにも同属のメトロシデーロス・ケルマデケンシス（M. kermadecensis）や M. bartlettii のことも指す。
ケムニンフトモモという和名が存在する。

## 分布
ニュージーランドの北島、東はポヴァティ湾（英: Poverty Bay）、西はニュープリマスより北方の海岸に自生し、ロトルアでは湖岸に見られる。チャタム諸島に見られるものは移入されたものである。
西洋にも1840年に移入されているが寒さには比較的弱く、ヨーロッパでは温暖な沿岸部でのみ育つ。

## 特徴
常緑で直立性、多数分枝する高木で、加齢と共に枝が広がり、高さは最大20メートル、幅は10-20メートルとなる。野生においては通常、複数の幹が出て、幹と枝が毛の生えた気根で覆われる。長く垂れ下がる根により、岩だらけの崖であってもしっかりしがみつくことが可能である。
樹皮は淡灰褐色で板状、初めは滑らかであるが、成木には不定形の割れ目が入る。
葉は単葉、楕円形から長楕円形、長さ5-10センチメートルでやや光沢があり表面が暗緑色、葉裏には白い細毛が密生する。
花は両性花で枝先に集散花序あるいは総状花序となり、白い粉をふいたようなつぼみから開き、花弁は長楕円形で小型、開花後すぐに伸長する雄蕊群に覆われ見えなくなる。雄蕊は深紅色（これは園芸品種の場合であり、野生のものは鮮深紅色から薄桃色まで幅がある）の花糸に黄金色の葯を持ち、長さ3-4センチメートルとなる。萼は白綿毛が密生し、花期を終えても残り、萼筒は倒円錐形で、萼裂片は三角形である。子房は3室で。開花は2週間以上続き、蜜が多く鳥や虫が集まる。生長が速く、4年で成熟葉が出、次の年に開花する。
果実は紙質の蒴果で径1.3センチメートルほど、白綿毛があり、稜がある。
弱い霜や潮風、乾燥にもよく耐えるが、幼時は耐霜性がない。

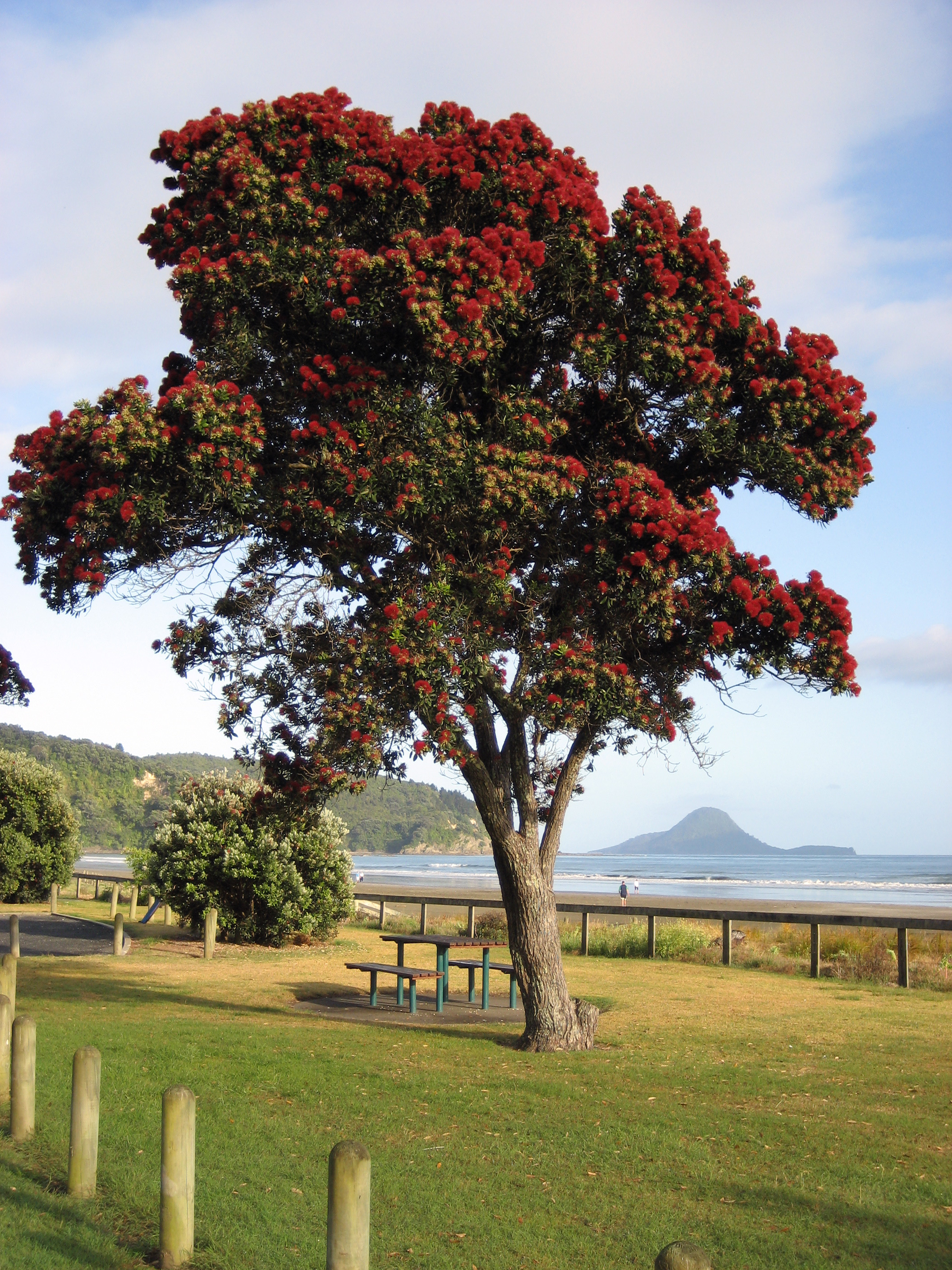
若木。
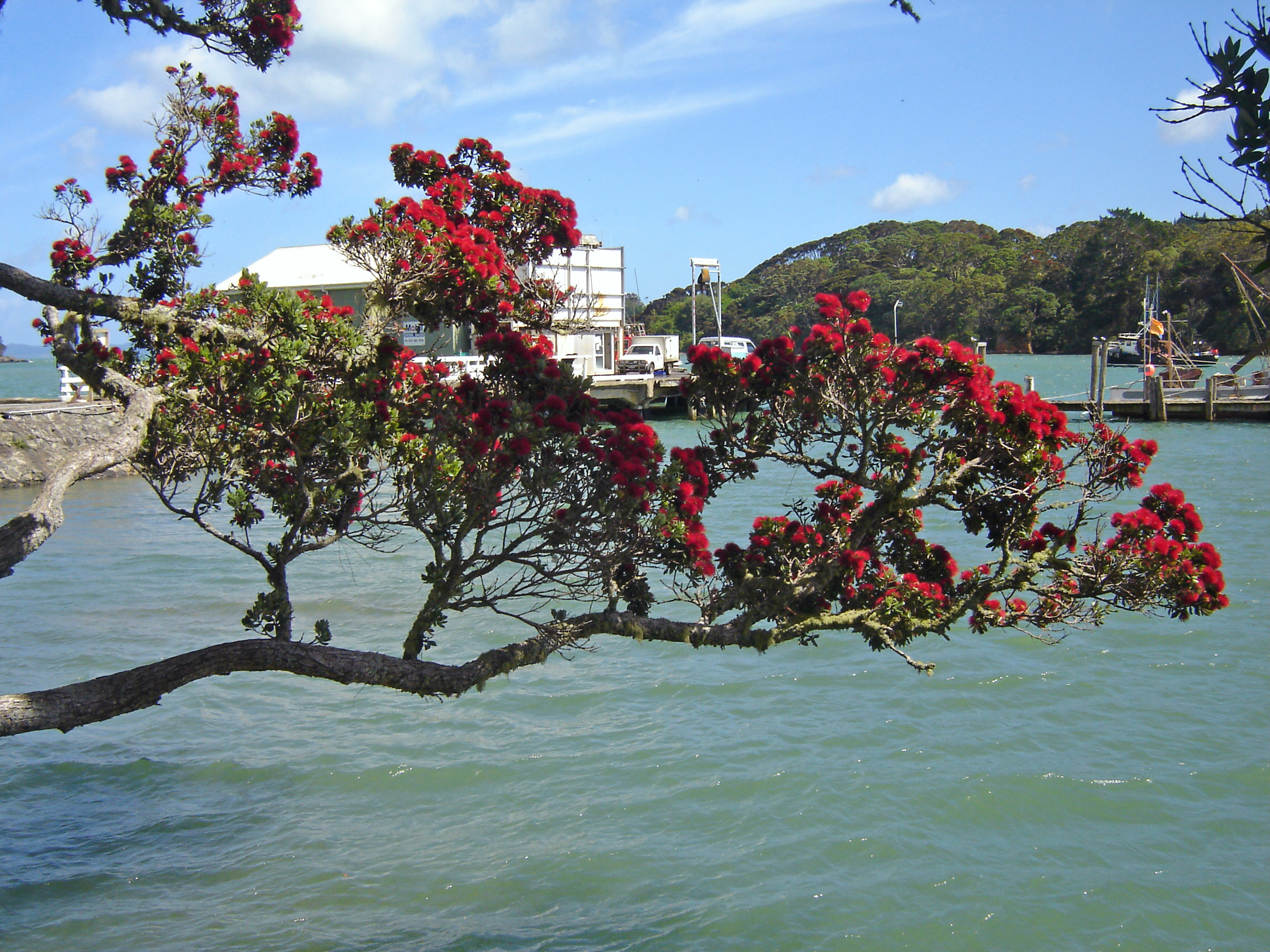
枝。
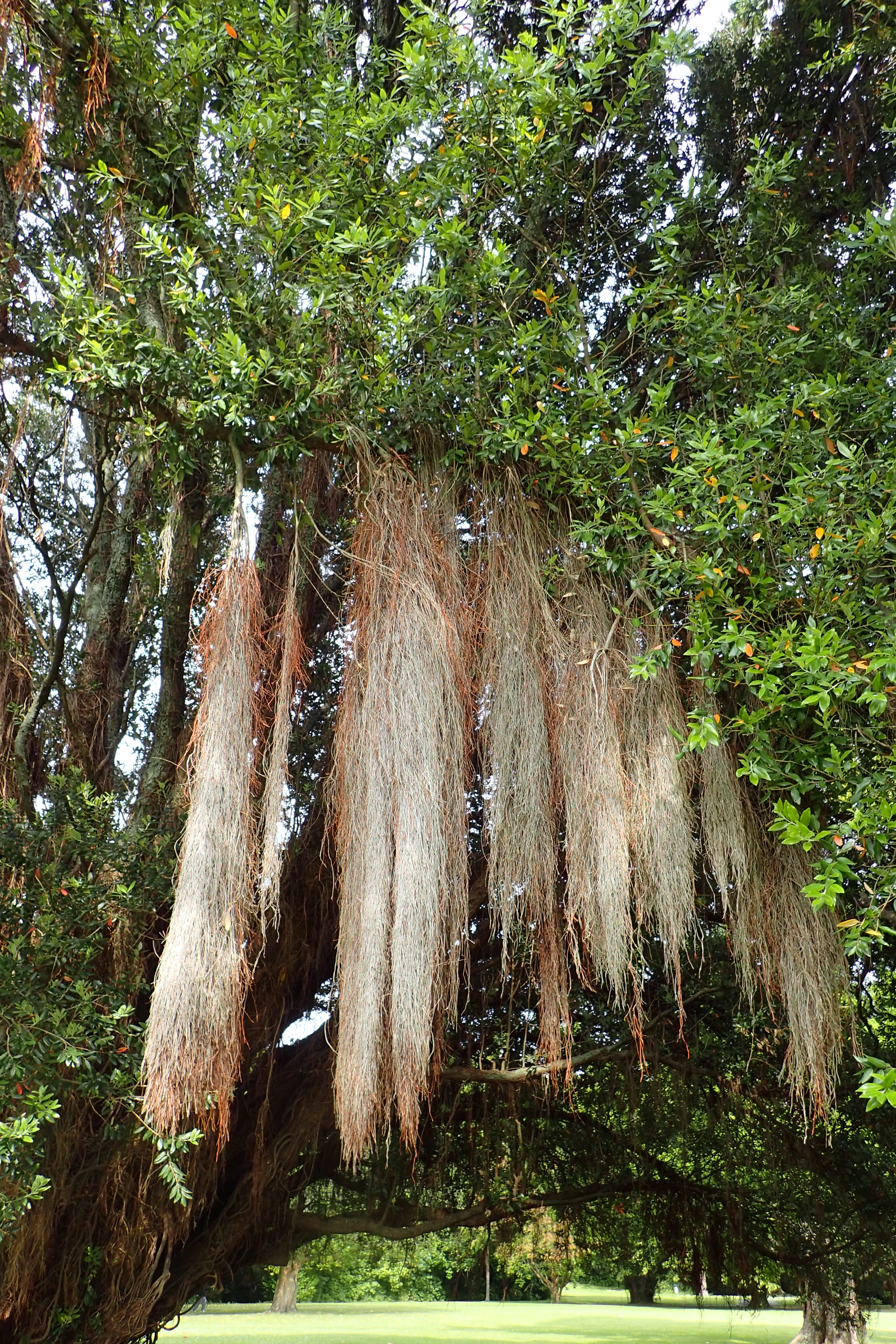
垂れ下がる気根。
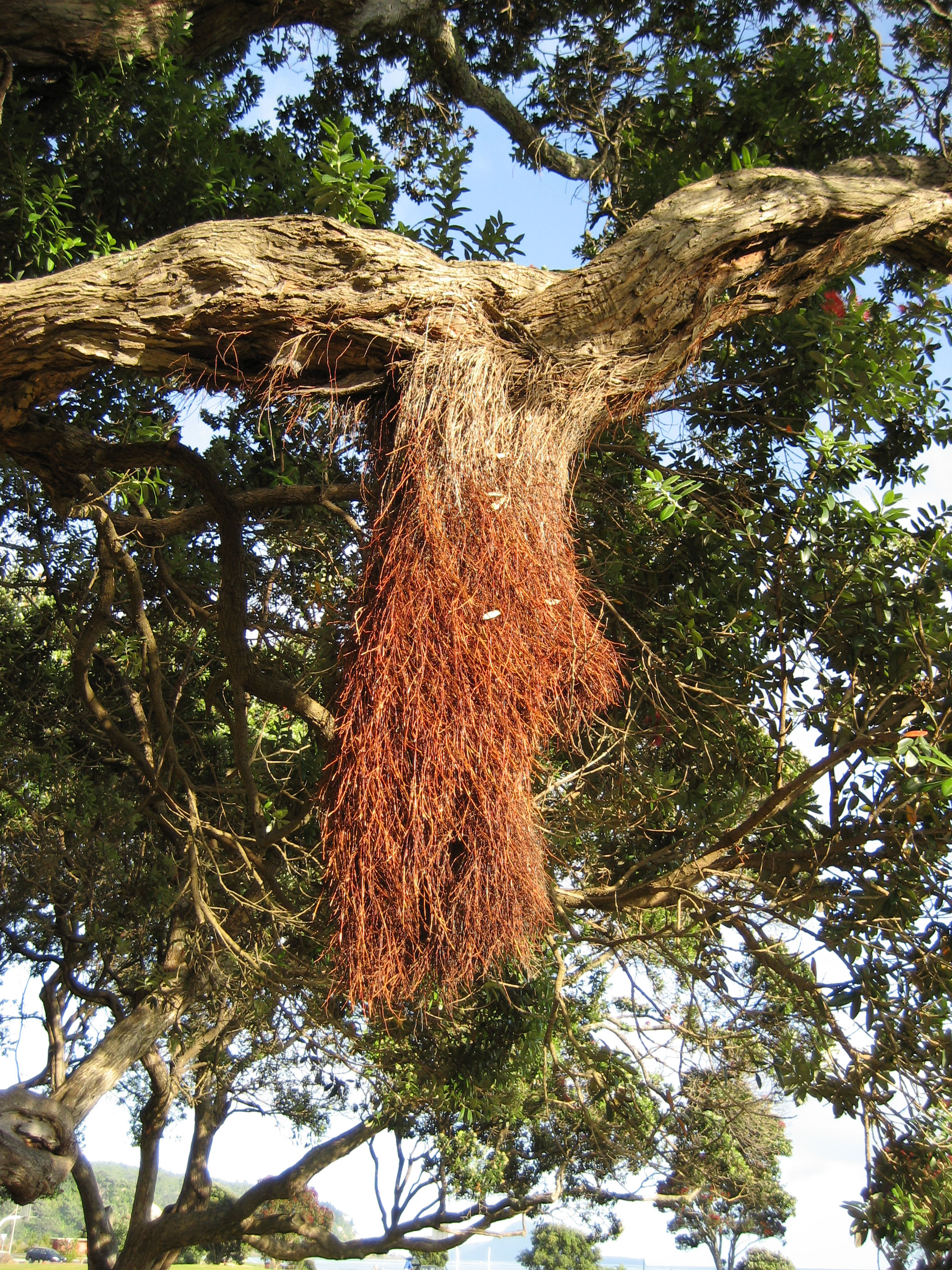
気根。
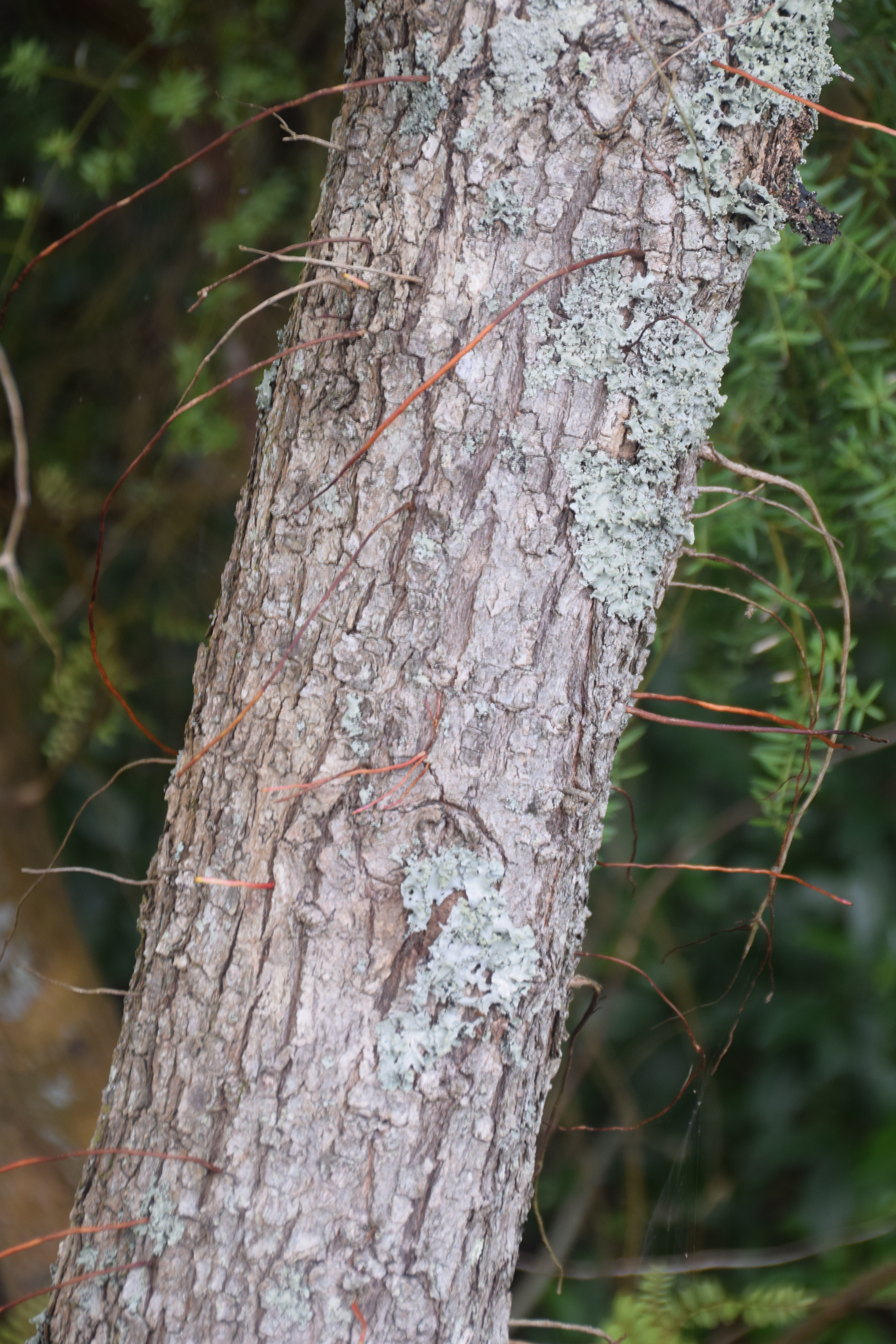
幹。
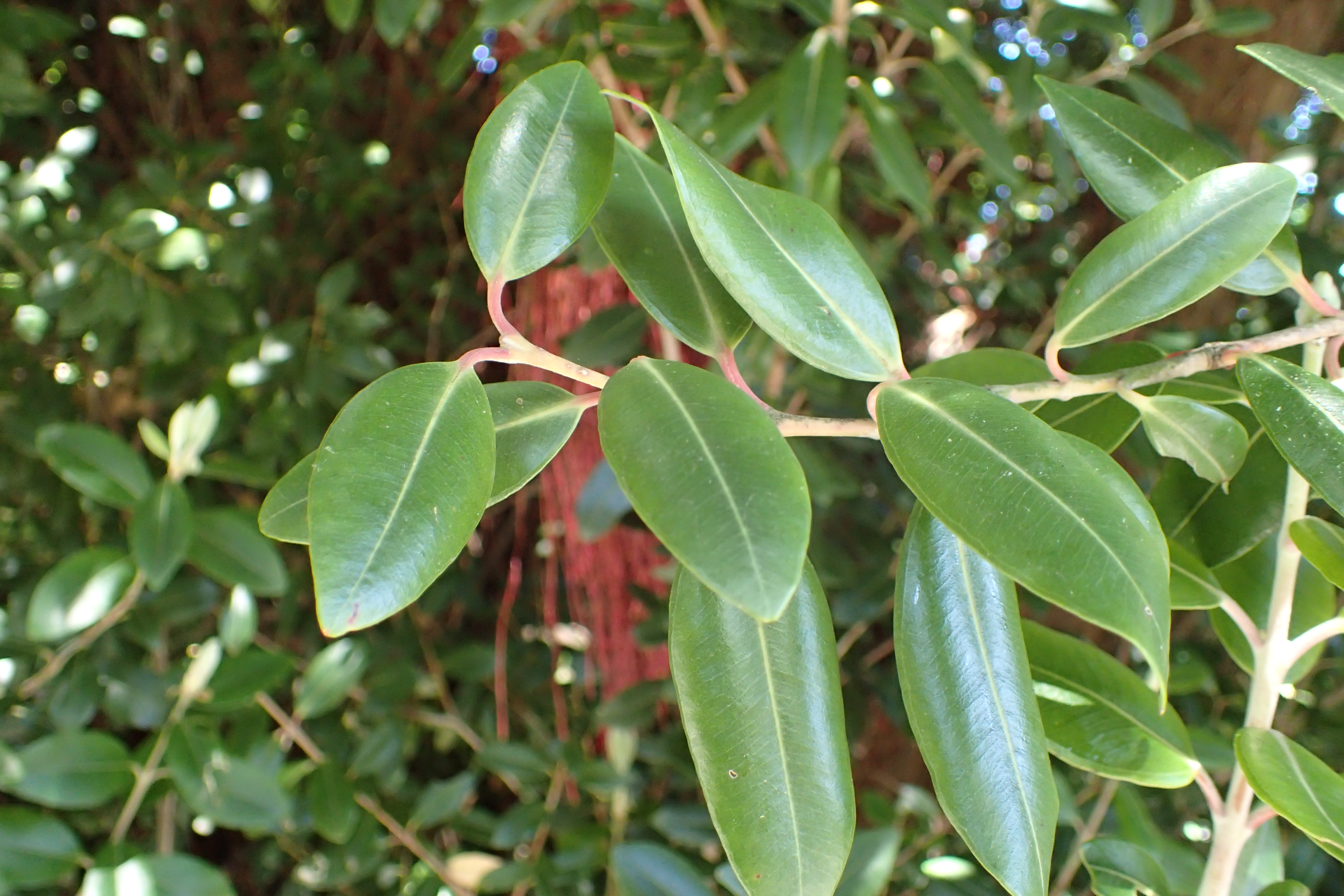
葉。単葉である。
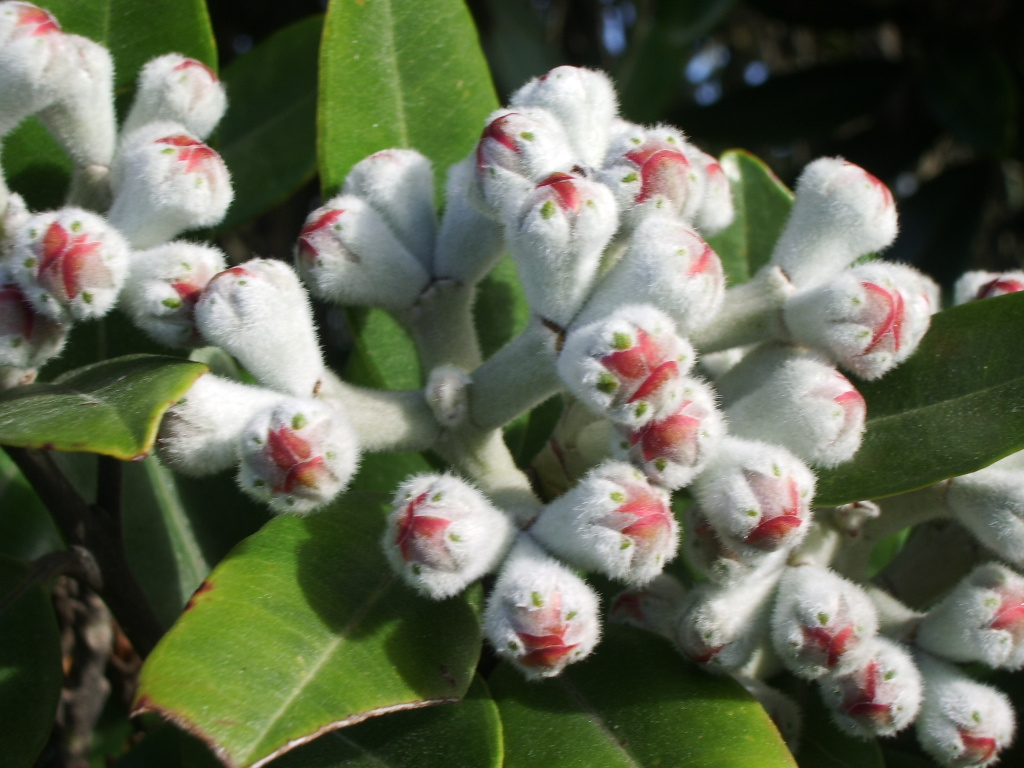
蕾。
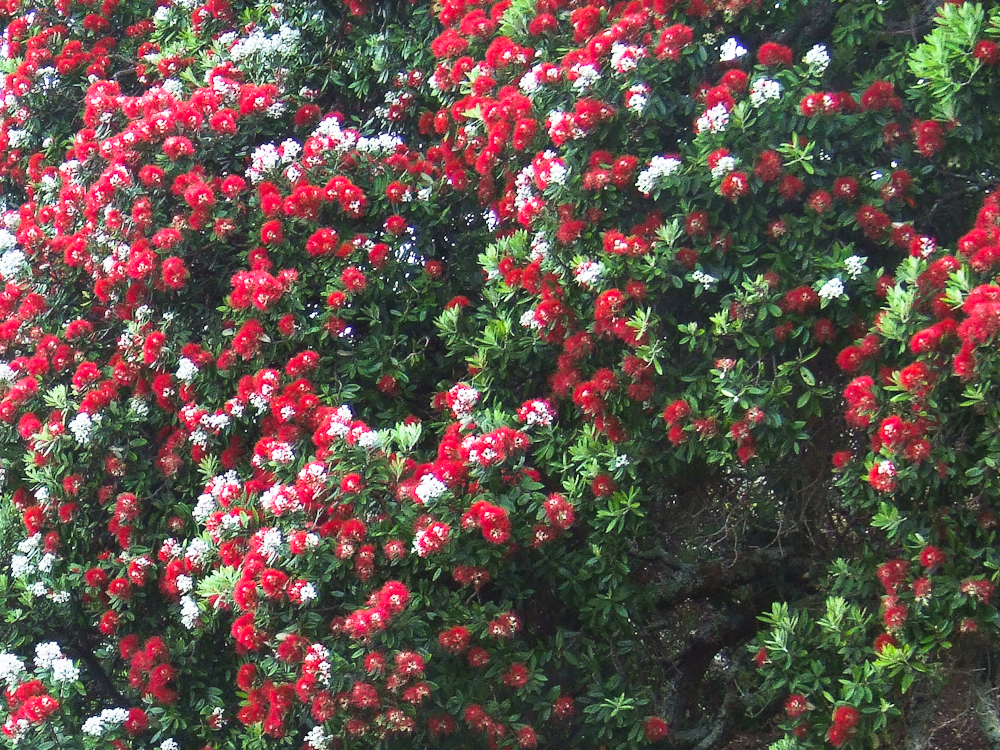
花期。
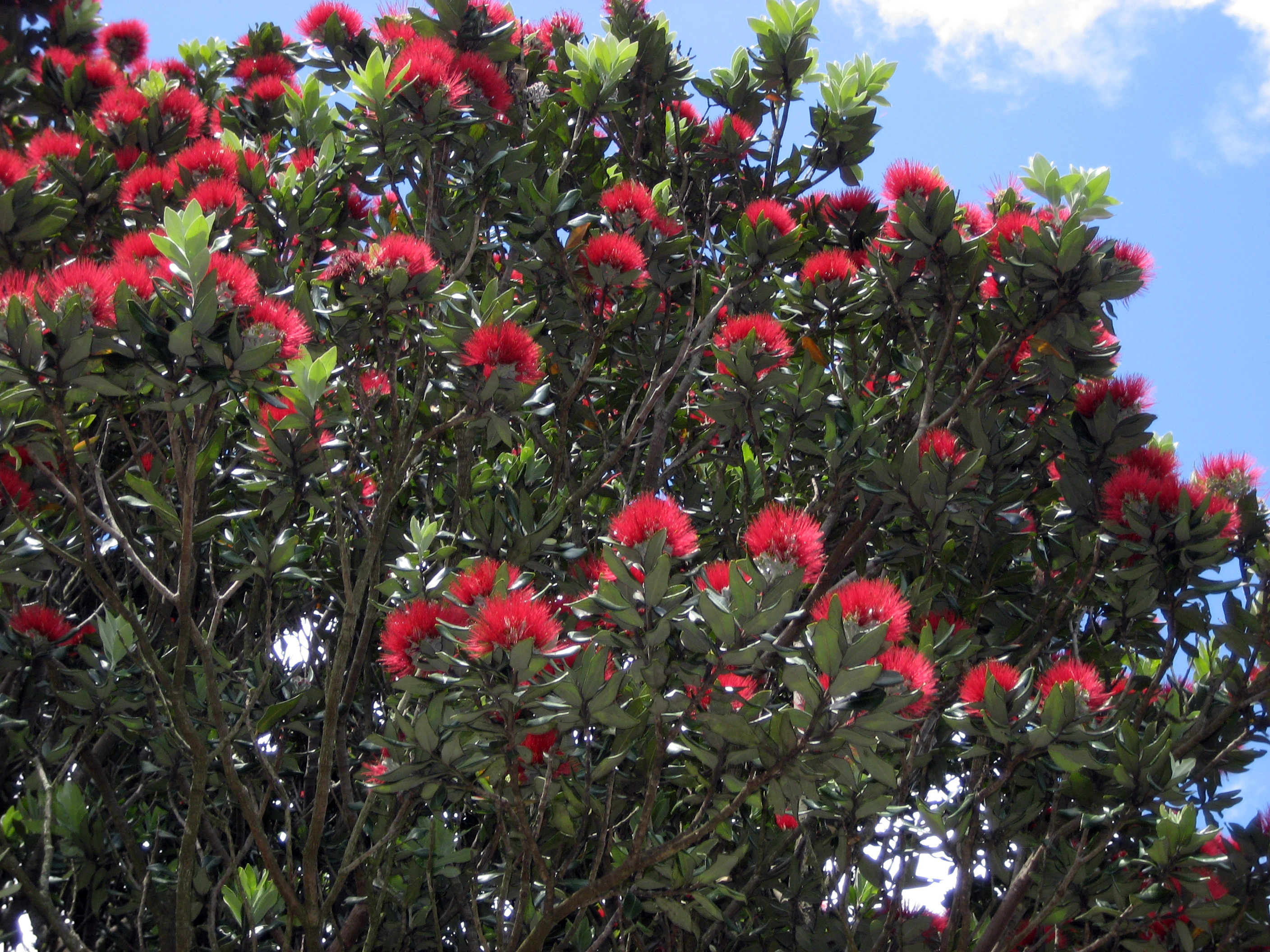
花期。
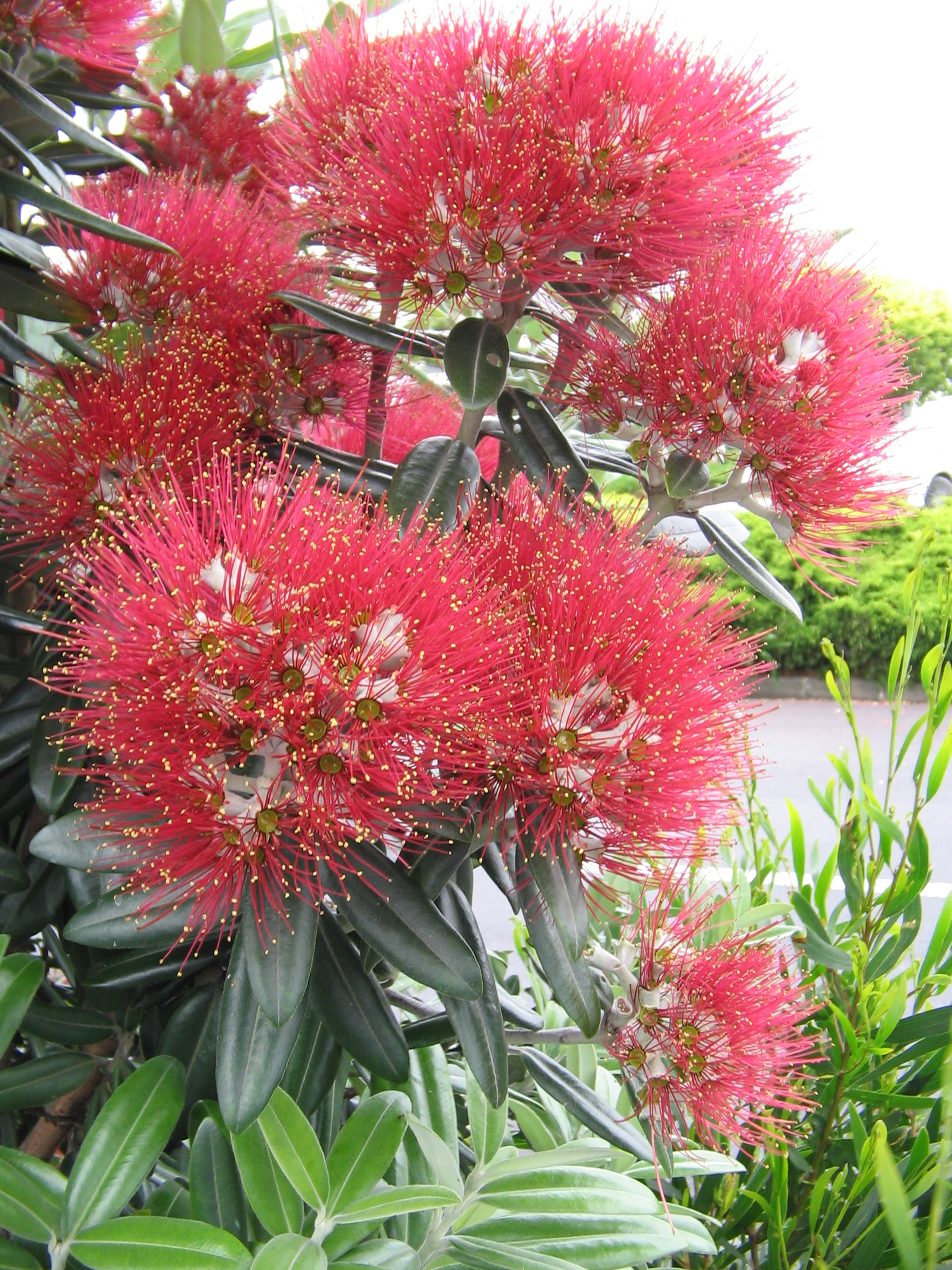
花。
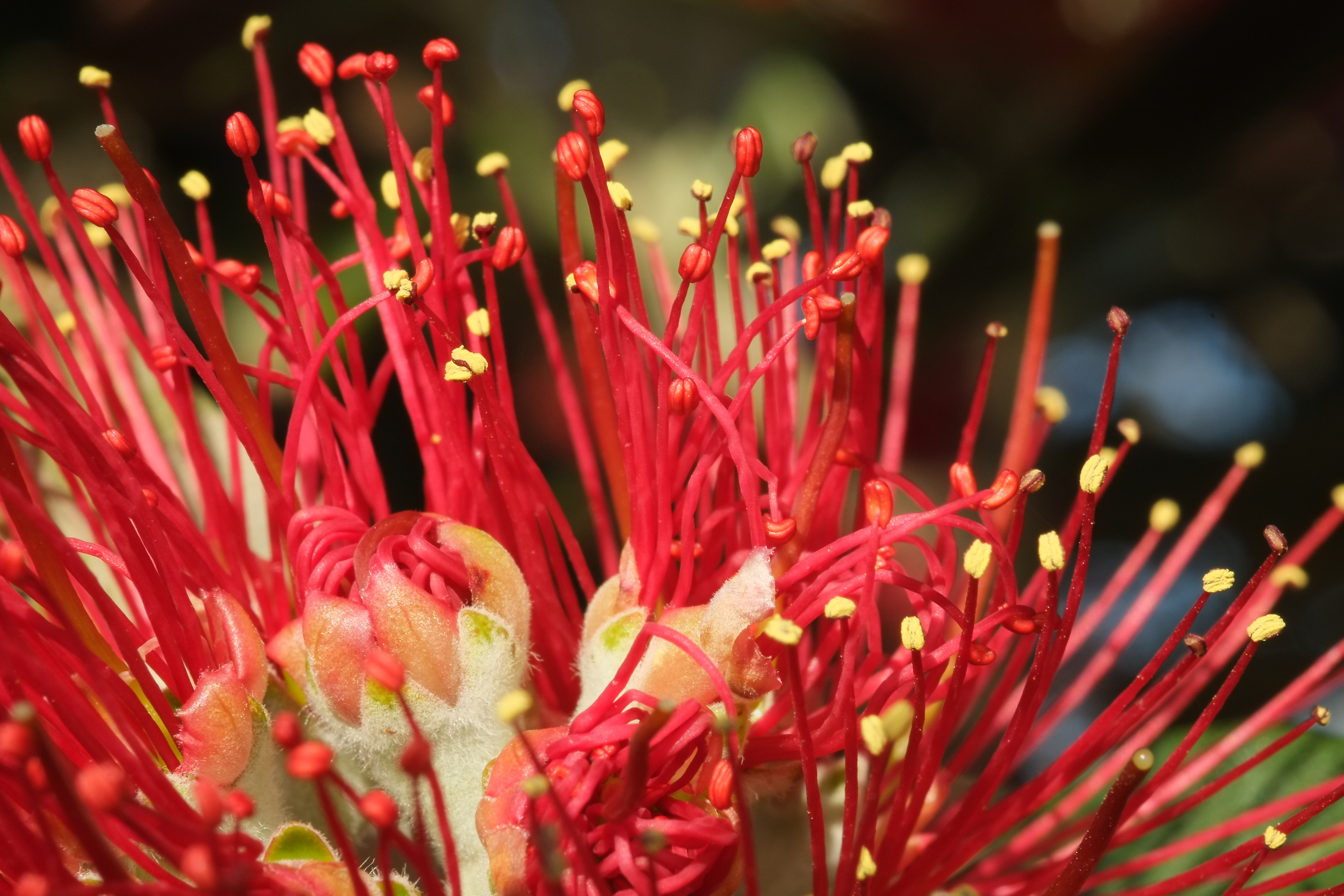
雄蕊（黄色い葯が先端についたもの）と雌蕊。
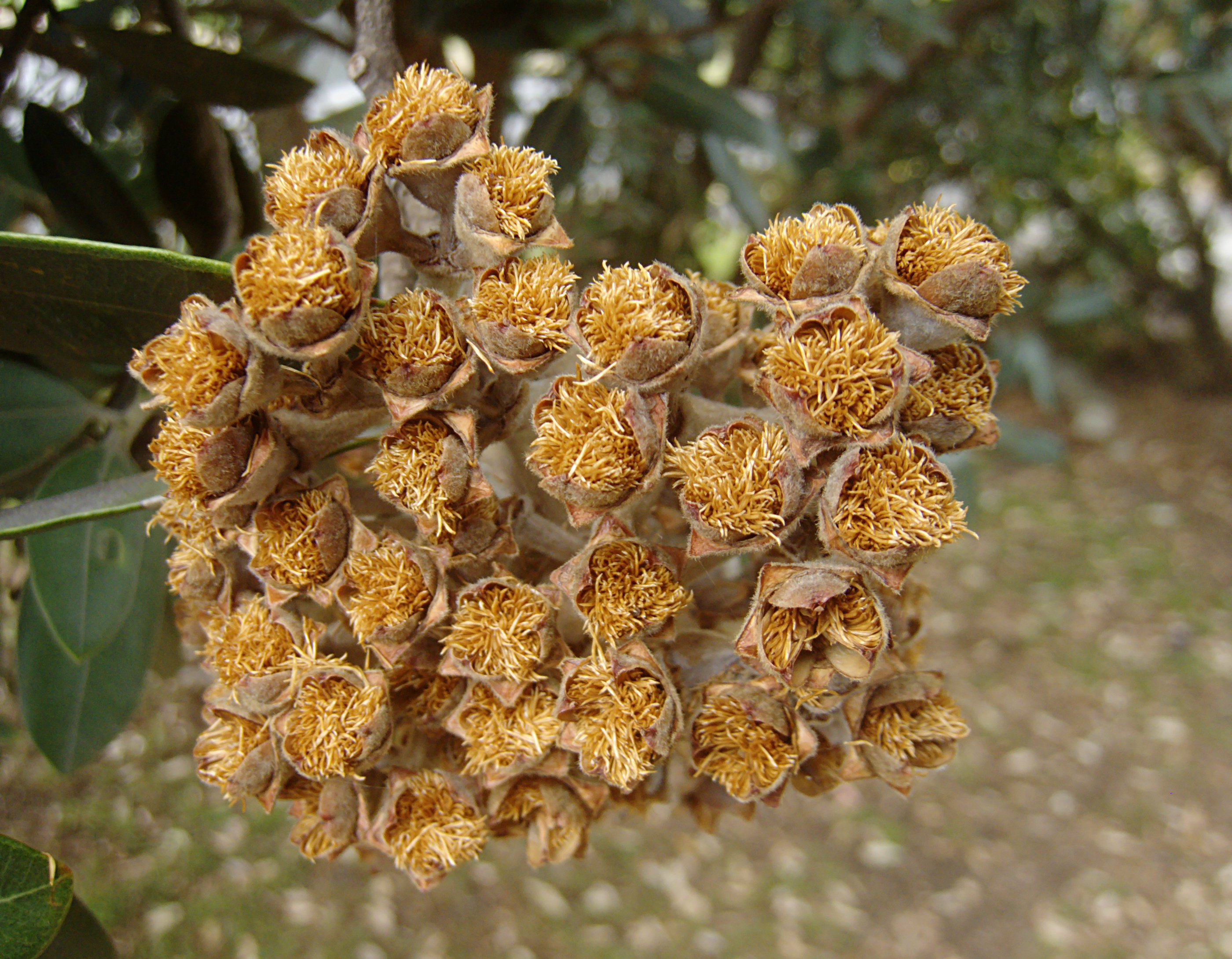
種子。

## 人間との関係
先住民であるマオリは伝統的に死者と関連付けて神聖視してきた。#分布節で述べられた通り自生地はニュージーランド北島に限られているが、現代ではニュージーランドの至る場所に植栽されているものを見ることが可能である。

### 民俗

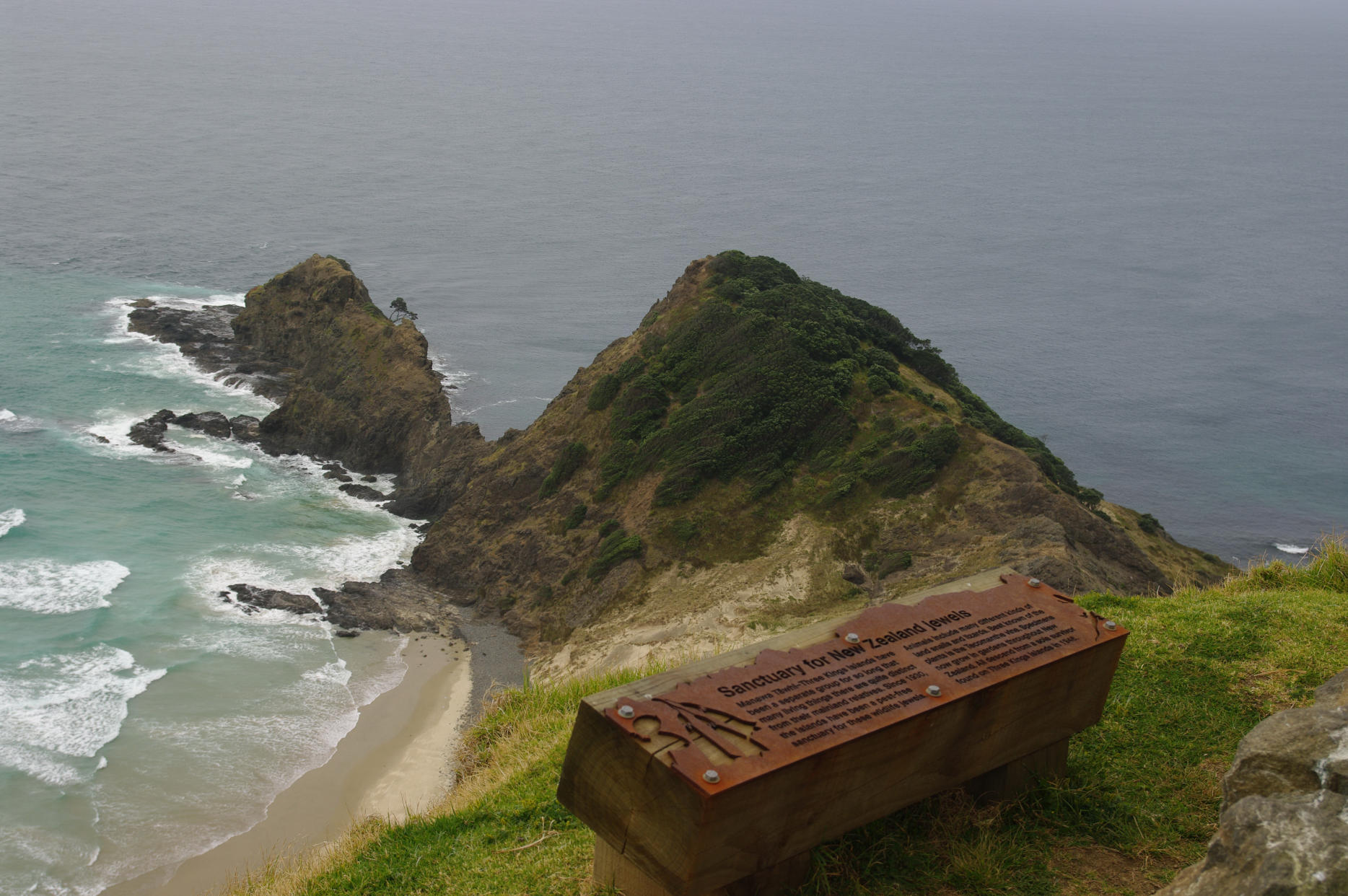
レインガ岬の突端には樹齢800年の pōhutukawa が生える。

ノースランド県北西端のレインガ岬（英: Cape Reinga）の突端に見られるものは樹齢800年であり、マオリは死者の魂が現世からハワイキに跳び立つ樹と考えられ、タプ（マオリ語: tapu）、つまり神聖不可侵あるいはあらかじめ規定された儀式に則った扱いを要する聖なる存在とされた。誰かが「ポーフトゥカワの根を滑り降りた」という表現は〈死去した〉という意味となる。
また、よく普及している民間伝承としては、花が早咲きすると長く暑い夏になる、というものがある。

### 利用

#### 花木
若木は庭木として人気があり、入植者はニュージーランド各地に植栽した。海岸地の庭木、街路樹や防風用生け垣などに向いている。
冨樫 (1972) によれば日本でも栽培された例はあるが、「開花に及ぶ大木は目下見られない. 所々に栽培を見受けるがみな小さく, 栽培はむずかしいようである」と評されている。栽培する場合は水はけの良い土壌と直射日光を必要とするが、逆に言えば水はけがよければ土の種類を問わずよく育つ。冬は温室内に入れ春から室外で管理し、秋に実生するか、初夏に半熟枝を挿して増殖させる。挿し木苗は定植後2-3年で開花する。花糸が黄色い園芸品種、アウレア（'Aurea'）が存在する。

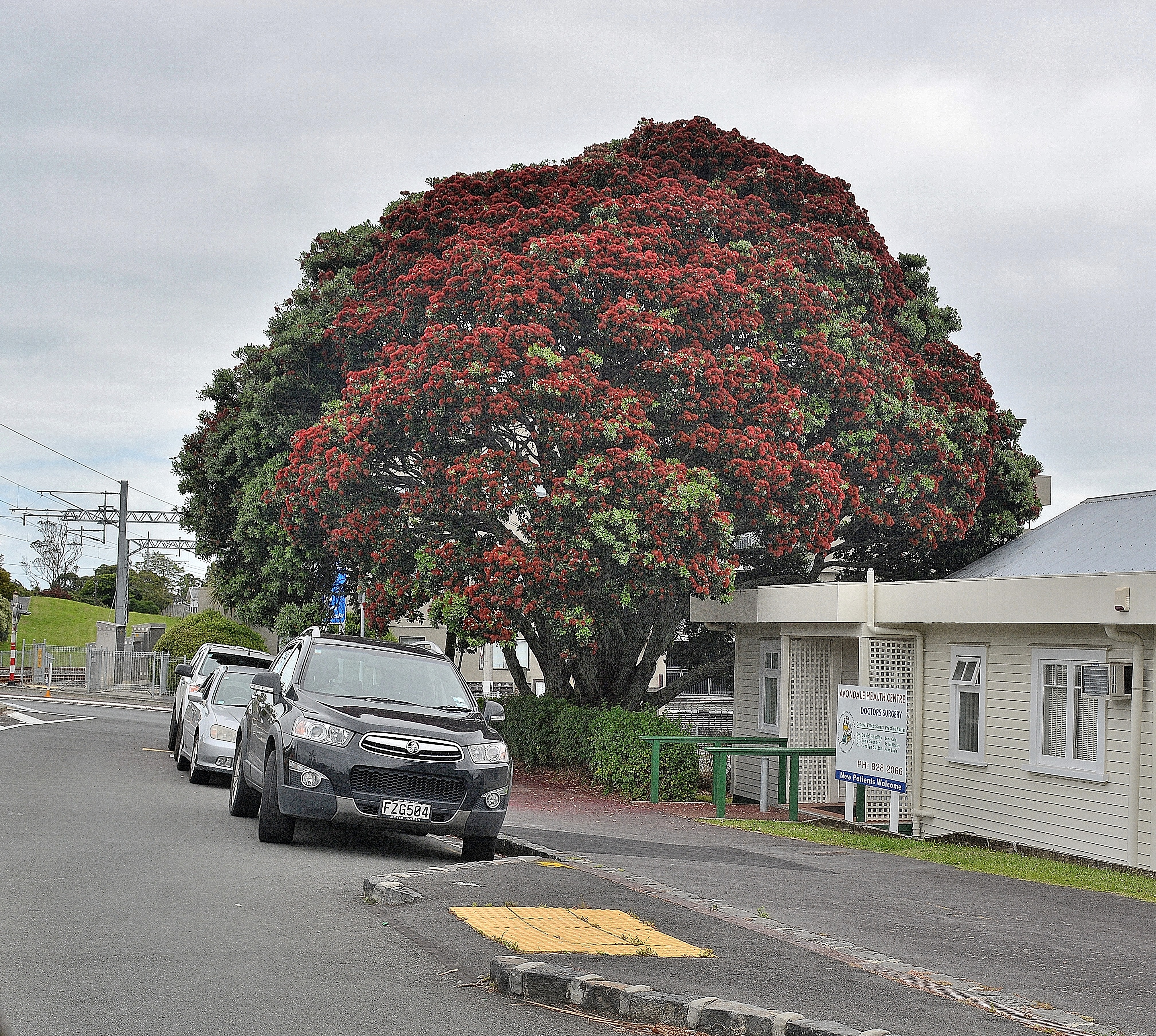
街中に見られるもの。
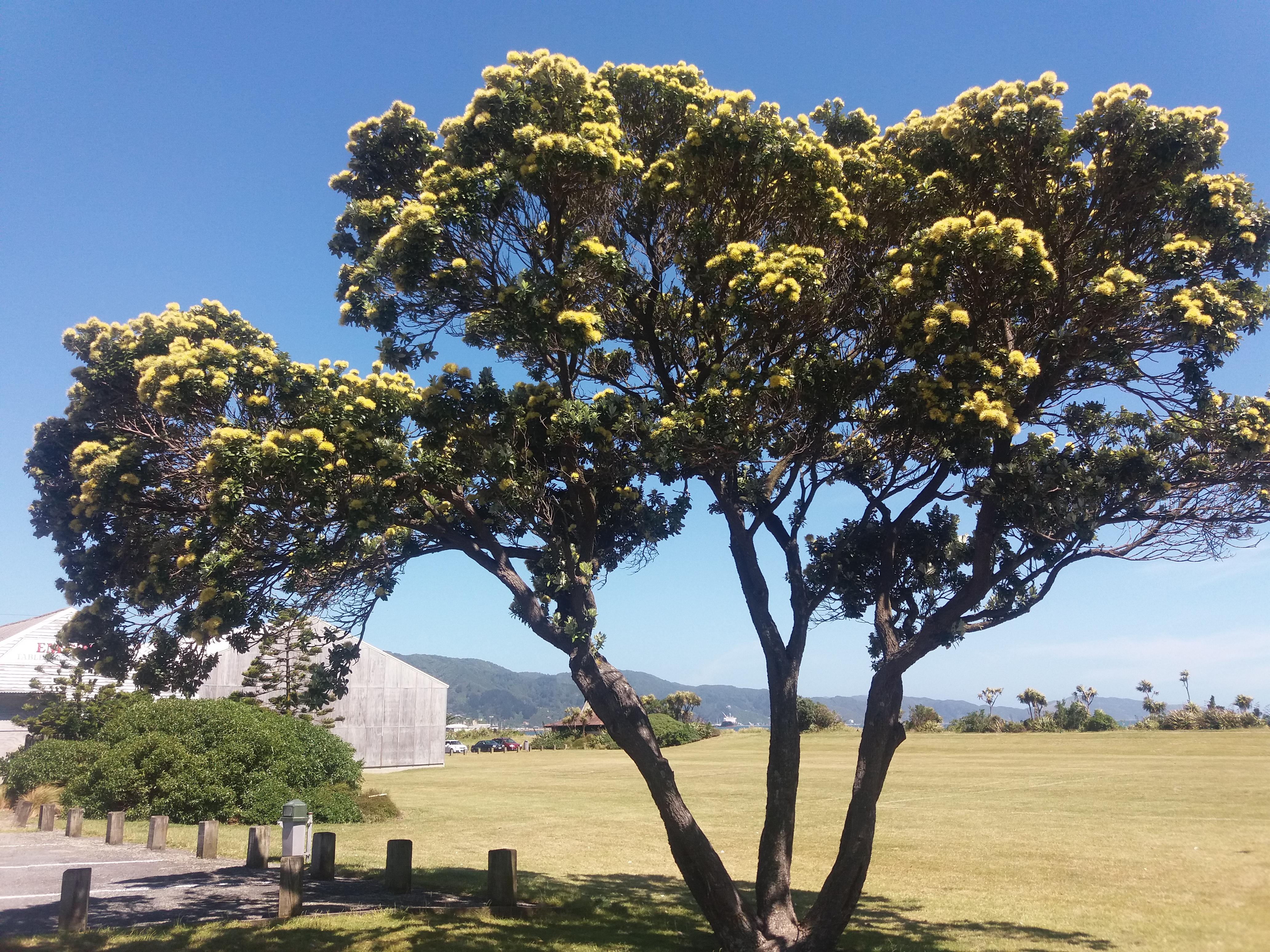
アウレア。
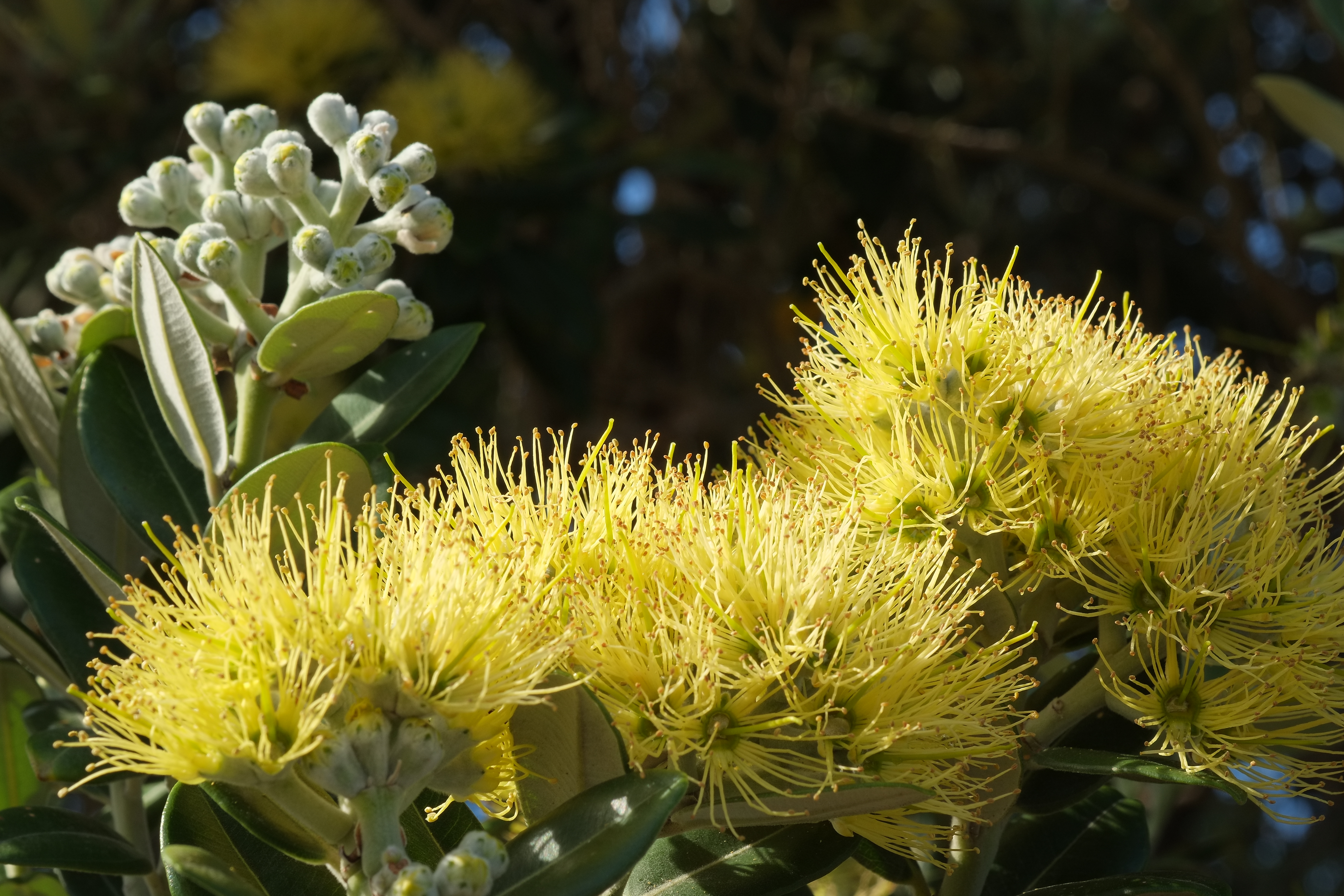
アウレア。

#### 木材
本種の濃赤色の材は硬く重いうえに耐朽性もあり、造船や重構造材に用いられる。

## 保全状況
#民俗節において触れたレインガ岬のポーフトゥカワはフトモモ科植物に害を及ぼす myrtle rust によって枯死することが懸念されている。
また、移入されたフクロギツネによる食害により絶滅の危機に瀕している。1800年代後半にオーストラリアからモトゥタプ島（英: Motutapu Island）に移入されたフクロギツネは急激に西隣のランギトト島（英: Rangitoto Island）に侵入し、本種を含むオガサワラフトモモ属樹木の葉を中心に食い荒らし、丸坊主にすることによって下層の植生が損なわれていった。1990年にはフクロギツネと、同じくオーストラリアから移入されたオグロイワワラビーを上空からの毒物の投下により根絶する作戦が開始され、フクロギツネとオグロイワワラビーを9割減らすことに成功し、2000年にはランギトト島とモトゥタプ島からの2種の根絶作戦が完了した（Mowbray 2002）。